# Noel Cantwell
Noel Euchuria Cornelius Cantwell (Cork, 28 febbraio 1932 – 8 settembre 2005) è stato un calciatore e allenatore di calcio irlandese, di ruolo difensore.

## Carriera

### Calciatore
Giocava nel ruolo di terzino.

### Allenatore
Nell'ottobre del 1967 viene chiamato alla guida del Coventry City, suo primo ingaggio come allenatore. Il suo primo acquisto fu lo scozzese Ernie Hannigan, acquistato dal Preston N.E. per £55.000, una delle cifre più alte mai spese dal club fino ad allora per un giocatore.

## Palmarès

### Giocatore
- Campionato inglese di seconda divisione: 1

West Ham: 1957-1958
- Coppa d'Inghilterra: 1

Manchester United: 1962-1963
- Campionato inglese: 2

Manchester United: 1964-1965, 1966-1967
- Charity Shield: 1

Manchester United: 1965

### Allenatore

#### Competizioni nazionali
- Campionato inglese di quarta divisione: 1

Peterborough: 1973-1974